# Santiago Badminton Football Club
Santiago Badminton Football Club, eller enbart Badminton, var en chilensk fotbollsklubb, som grundades 12 juli 1912 i Santiago. Klubben spelade oavbrutet i den högsta serien från dess start 1933 till och med säsongen 1949. För att undvika att flyttas ner slog sig klubben samman med Ferroviarios och bildade Ferrobádminton. Ferróbadminton lade ner 1969 och båda de grundande klubbarna fortsatte med separat verksamhet med det ursprungliga namnet. Santiago Badminton flyttade hela verksamheten till Curicó och bytte namn till Badminton de Curicó, och lade sedan ner 1973.